# HD 114461
HD 114461，又名CP-62 3046，SAO 252187、HR 4972，是一颗恒星，视星等为6.33，位于銀經305.23，銀緯-0.52，其B1900.0坐标为赤經13h 5m 28.2s，赤緯-62° -0.52′ 15″。